# Brüderstraße (Hamburg)

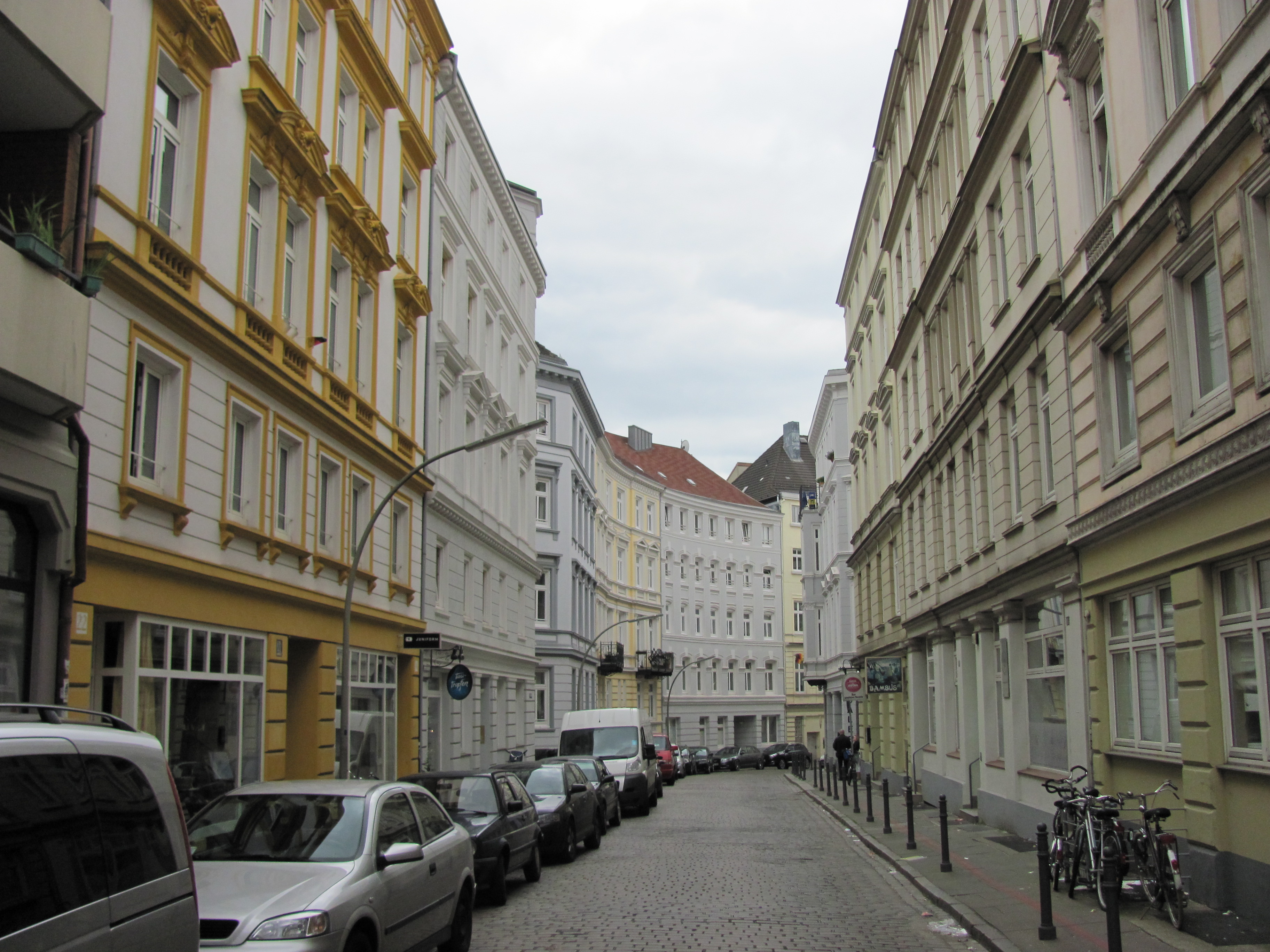
Brüderstraße

Die Brüderstraße ist eine 1876 angelegte Straße im Hamburger Stadtteil Neustadt.

## Geschichte
Die Brüderstraße wurde ebenso wie die benachbarte Wexstraße von den Brüdern Friedrich Hermann und Ernst Wex als Privatweg angelegt. Sie vermittelt einen Eindruck von Hamburgs Aussehen um die Wende zum 20. Jahrhundert. Die Brüder Wex hatten 1866 zahlreiche Grundstücke östlich des Großneumarkts aufgekauft und, nachdem die Brüder- und die Wexstraße angelegt worden waren, mit repräsentativen Etagenwohnhäusern bebaut. Diese Maßnahme kann als erste Sanierungsmaßnahme in den Gängevierteln überhaupt gesehen werden. Etwa hundert Jahre später wurde das Gebiet nach dem Städtebauförderungsgesetz als Sanierungsgebiet ausgewiesen. Die Veränderungen, die in den 1970er und 1980er Jahren vorgenommen wurden, wurden schon bald darauf kritisch gesehen. Laut einem Reiseführer aus dem Jahr    gab es allerdings hinter den gründerzeitlichen Fassaden nur kleine, lichtarme Wohnungen.

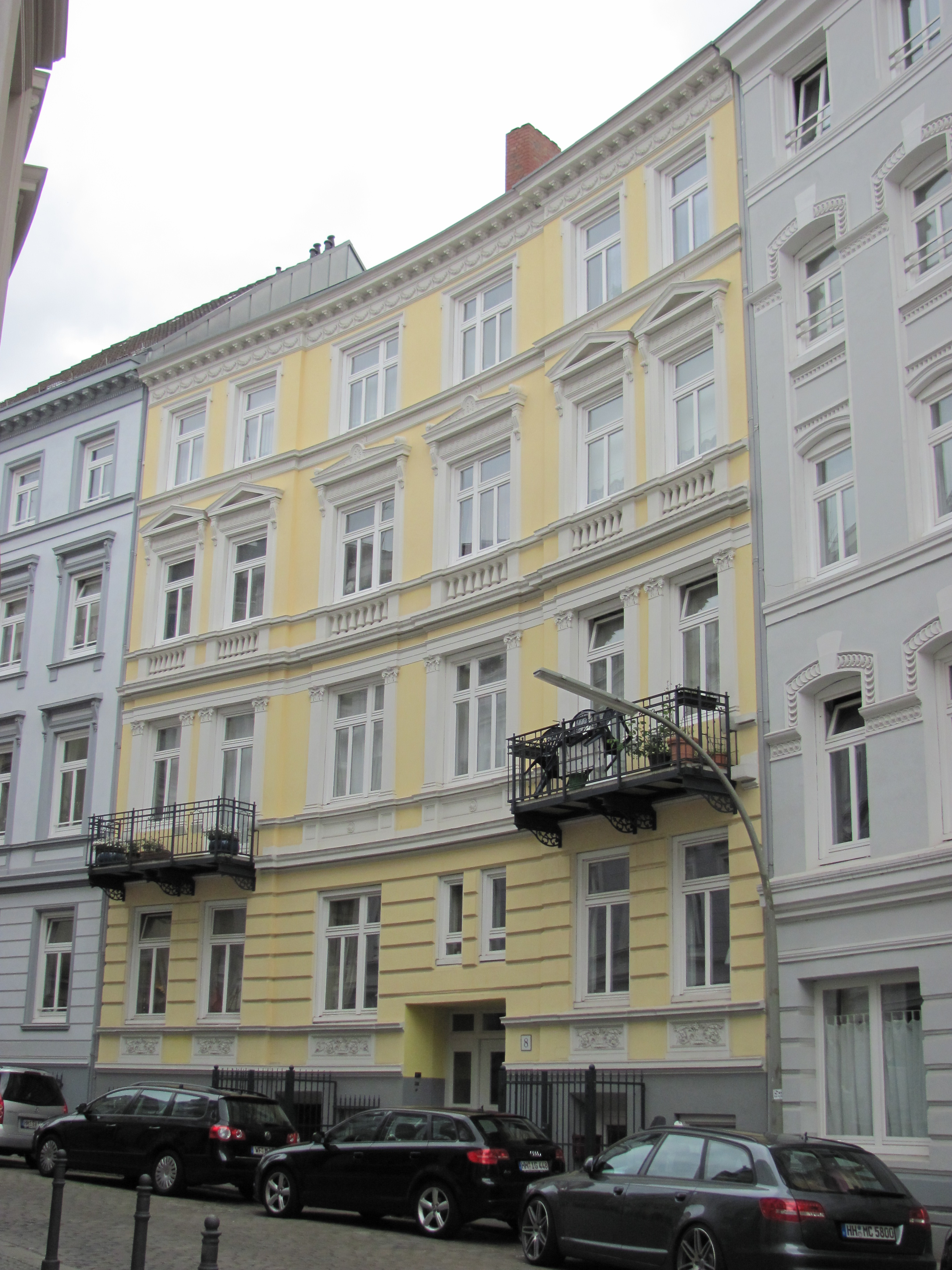
Brüderstraße 8 (2012)

Mittlerweile stehen die Häuser Brüderstraße 1, 2, 3, 5, 6, 7, 8, 9, 10, 13, 14, 15, 17, 19, 20, 21, 23, 25, 27 und 29 unter Denkmalschutz.
Nachdem der Hamburger Senat 1921 mit der Schließung von Bordellen begonnen hatte, beklagten Geschäftsleute in der Brüder- und in benachbarten Straßen die geschäftsschädigende Wirkung der Niederlassung der bislang bordellierten Frauen in dieser Gegend: Die Kunden der ansässigen normalen Geschäfte mieden jetzt die Gegend und die Ehefrauen der Geschäftsleute fühlten sich belästigt. Die Probleme, die durch die Schließung der Freudenhäuser entstanden, konnten jahrelang nicht gelöst werden und Hamburg wurde schließlich gar als „Cloaca maxima Norddeutschlands“ bezeichnet.
Gegen Ende der 1960er Jahre existierte in der Brüderstraße 17 die sogenannte Filmmacherei, hervorgegangen aus Werner Grassmanns „Studio Galerie“. Ein Film-In, das hier 1967 veranstaltet wurde, gilt als „Beginn des Anderen Kinos“ und damit des Programmkinos.
Das Haus Nr. 8 geriet 1970 in den Fokus der Presse, nachdem Axel Springer das Gebäude gekauft und die Miet- und Wasserkosten für die Bewohner extrem angehoben hatte. Bei einer Versammlung der Betroffenen in dem Lokal Elfriede Matthiesen an der Ecke Wex-/Brüderstraße traten zwei Personen spontan der DKP bei. Selbst ein Reporter der Bildzeitung, der für Springer einen Spezialreport über die Veranstaltung verfasste, schlug eine Überprüfung vor. Die Miet- und Nebenkostenerhöhungen wurden nach diversen Protesten zum Teil wieder zurückgenommen und mit dem Versehen einer Angestellten erklärt.

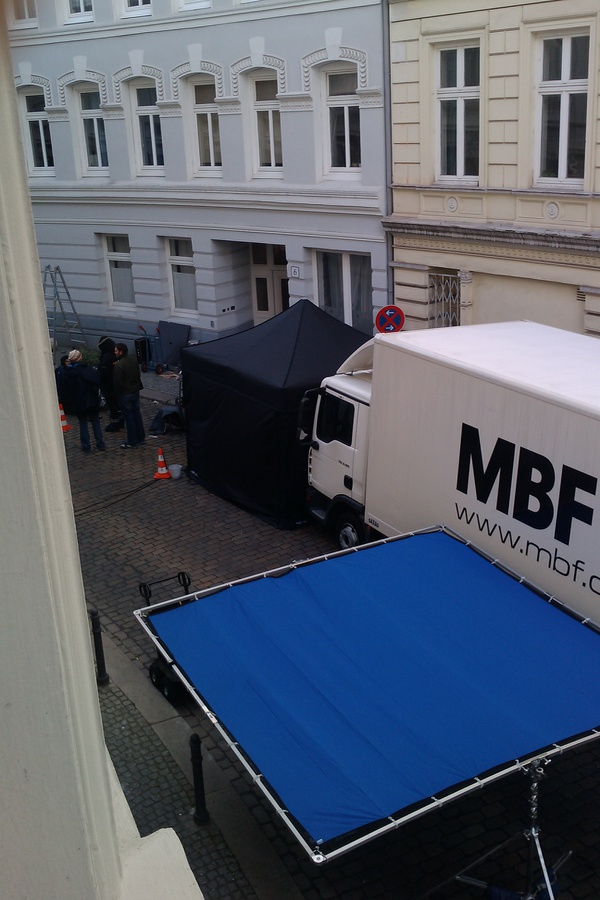
Dreharbeiten in der Brüderstraße

## Trivia / Medien
- Brüderstraße und Umgebung werden häufig für Dreharbeiten genutzt. So wurde zum Beispiel der Werbespot "Knut" 2010 des Möbelkonzerns Ikea in der Brüderstraße aufgenommen.[10]
- Der Autor Uwe Timm  siedelt einen Großteil seiner Novelle Die Entdeckung der Currywurst in der Brüderstraße an. Die Protagonistin Lena Brücker lebt hier in einer Dachgeschosswohnung, wo sie durch einen Zufall im Treppenhaus Ketchup und Gewürze vermischt und in der Folge die Currywurst entwickelt.[11]